# Eustathe de Constantinople
Pour les articles homonymes, voir Eustathe.
Eustathe de Constantinople (?-1025) fut patriarche de Constantinople de juillet 1019 à sa mort en décembre 1025.

## Biographie
Eustathe, « premier prêtre de l'église du palais », est promu patriarche à la mort de Serge II. Sous son règne, l'empereur confirme l'autocéphalie de l'évêché bulgare malgré la conquête de la Bulgarie qui était entrée de nouveau dans l'Empire byzantin à la suite des campagnes victorieuse menées par Basile II le Bulgaroctone.
Il meurt en décembre 1025, quelques jours avant la mort de l'empereur Basile II.